# Glaphyria sesquistrialis
Glaphyria sesquistrialis là một loài bướm đêm trong họ Crambidae.